# Верена Губер-Дайсон
Верена Естер Хубер-Дайсон (нім. Verena Esther Huber-Dyson) — швейцарсько-американська математикиня, відома своїми роботами з теорії груп і математичної логіки. Її описували як «геніальну математикиню», яка досліджувала зв'язок між алгеброю та логікою, зосереджуючись на нерозв'язності в теорії груп. На момент її смерті вона була почесною викладачкою на факультеті філософії Калгарського університету, Альберта.

## Життя та кар'єра

### Сім'я та молодість
Губер-Дайсон народилася як Верена Естер Губер у Неаполі, Італія. Її батьки, Карл (Чарльз) Губер та Берті Ріффель, були громадянами Швейцарії, які виховували Верену та її сестру Адельхайд («Гайді», 1925—1987) в Афінах, Греція, де дівчата відвідували німецькомовну Deutsche Schule, або Німецьку школу в Афінах, поки не були змушені повернутися до Швейцарії в 1940 році через війну.
Вона вивчала математику разом із фізикою та філософією в Цюрихському університеті, де здобула ступінь доктора філософії. з математики в 1947 році з дисертацією з теорії скінченних груп під керівництвом Андреаса Шпайзера.

### Кар'єра
У 1948 році Губер-Дайсон прийняла постдокторську посаду в Інституті передових досліджень у Прінстоні, де вона працювала над теорією груп і математичною логікою. У цей час вона також почала викладати в коледжі Гоучер поблизу Балтімора.
Вона переїхала до Каліфорнії зі своєю дочкою Катаріною, почала викладати в Університеті штату Сан-Хосе в 1959 році, а потім приєдналася до групи Альфреда Тарскі з логіки та методології науки в Каліфорнійському університеті в Берклі.
Губер-Дайсон викладала математику в Університеті штату Сан-Хосе, Цюрихському університеті, Університеті Монаша, а також в Каліфорнійському університеті в Берклі, Університеті Аделфі, Каліфорнійському університеті в Лос-Анджелесі та Університеті Іллінойсу в Чикаго кафедри філософії. Вона прийняла посаду на факультеті філософії Університету Калгарі в 1973 році.

#### Академічна приналежність до червня 1968 року
- Корнельський університет
- Коледж Гуше

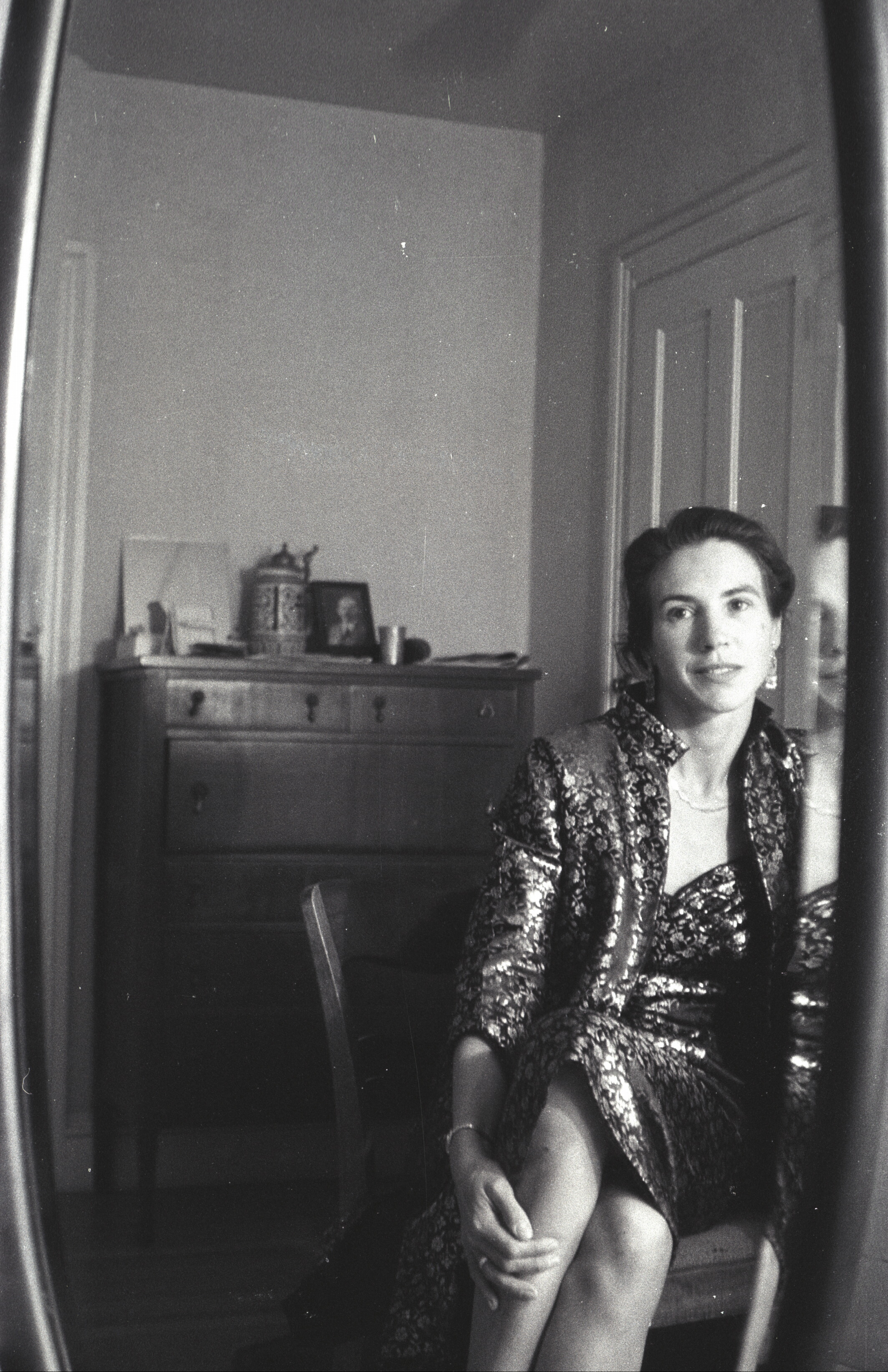
Автопортрет, 1954

- Університет штату Сан-Хосе (вересень 1959 р.)
- Університет Аделфі
- UCLA
- Лондонський університет
- ETH Цюріха
- Уорікський університет
- Університет Мельбурна
- Університет Монаш
- Австралійський національний університет у Канберрі
- Цюріхський університет
- Коледж Міллс
- UC Berkeley

#### Академічна приналежність після вересня 1968 року
- Факультет математики Іллінойського університету в Чикаго (вересень 1968 р – червень 1971 р.) стажування доцент
- Кафедра філософії, Університет Калгарі (вересень 1971 — червень 1972) nontenure-track
- Факультет математики Іллінойського університету в Чикаго (вересень 1972 р – червень 1973 р.) постійний доцент
- Факультет філософії Університету Калгарі (вересень 1973 р – червень 1975 р.) безстроковий доцент
- Факультет філософії Університету Калгарі (вересень 1977 р – червень 1981 р.) постійний доцент.
- Факультет філософії Університету Калгарі (вересень 1981 р – червень 1988 р.) професор
- Факультет філософії, Університет Калгарі (вересень 1988 р – березень 2016 р.) Почесний професор

### Подальше життя
Після виходу на пенсію з Калгарі Верена Губер-Дайсон повернулася на острів Саут-Пендер у Британській Колумбії, де прожила 14 років. Вона померла 12 березня 2016 року в Беллінгемі, штат Вашингтон, у віці 92 років.

## Вибрані видання
«В «істині» є більше, ніж можна вловити «доказами».